# Сорокин, Леонид Васильевич
Леони́д Васи́льевич Соро́кин (1886—1954) — выдающийся российский и советский учёный, профессор, один из основоположников разведочной геофизики, внесший большой вклад в теорию, методику и практику гравиметрических работ, пионер отечественной морской гравиметрии и глава первой научной школы в этой области.

## Биография
Родился 31 июля (12 августа) 1886 года в городе Борисоглебск (ныне Воронежская область). В 1905 г. окончил Александровскую мужскую гимназию с золотой медалью. В 1911 окончил физико-математический факультет Московского университета. Вернулся в родной город, работал учителем в частных гимназиях, преподавал физику и космографию. В 1916 году вернулся в Москву.
С 1921 работал в МГУ (доцент, профессор). В 1930—1932 годах руководил кафедрой гравиметрии геофизического факультета МГРИ имени С. Орджоникидзе.
Профессор кафедры астрономии (1933—1935), заведующий кафедрой гравиметрии (1935—1954) механико-математического факультета. Сотрудник астрономического института имени П. К. Штернберга, занимался вопросами морской гравиметрии. В 1933 году на борту подводной лодки «Коммунист» выполнял натурные гравиметрические измерения в Чёрном море.
В 1936 присуждена учёная степень доктора физико-математических наук без защиты диссертации.
С 1942 по 1952/1953 годы являлся профессором МНИ имени И. М. Губкина, заведующим кафедрой геофизики, с 1951 года — полевой геофизики.
Умер 24 сентября 1954 года. Похоронен на Ваганьковском кладбище (3 уч.).

## Достижения
Создатель ряда оригинальных приборов для проведения гравиметрических съемок и разведки нефтяных месторождений.
Одним из первых в СССР применил гравиметрические методы в разведке нефтяных месторождений, предложил некоторые способы интерпретации аномалий силы тяжести, произвел гравиметрические съемки на морях, для чего разработал методику наблюдений и аппаратуру.
Сорокин Л. В. создал облегченный маятниковый прибор и усовершенствованный оптический счетчик, широко применяемые при выполнении общей маятниковой съемки страны. Разработал аппаратуру для ускоренных определений силы тяжести. Принимал участие в создании первых отечественных гравиметров.

## Награды и премии
- Сталинская премия третьей степени (1951) — за разработку и внедрение пружинных гравиметров для геофизической разведки
- орден Ленина
- орден Трудового Красного Знамени (06.07.1946)
- медали

## Труды
- К вопросу о причине гравитационной аномалии в Щигровском районе Курской губернии, в книге «Труды Особой комиссии по исследованию Курских магнитных аномалий при Президиуме ВСНХ», вып. 6, М.—Л., 1925
- Определение значений силы тяжести на Черном море, в книге: Доклады советской делегации VII конференции Балтийской геодезической комиссии. Ленинград—Москва, 1934 г., вып. 5, М.—Л., 1934
- Общий курс разведочной геофизики (совм. с Максимов Б. И., Каленов Е. Н., Рябинкин Л. А.), 1949
- Гравиметрия и гравиметрическая разведка, 3 изд., М.—Л., 1953
- Курс геофизических методов разведки нефтяных месторождений, М.—Л., 1950 (совм. с В. О. Урысоном. Л. А. Рябинкиным и В. А. Долицким).